# Álvaro Cervantes Sorribas
Álvaro Cervantes Sorribas (Barcelona, 12 de setembre de 1989) és un actor català de cinema i televisió. És germà de la també actriu Ángela Cervantes.

## Biografia
Nascut a Barcelona, va viure el seu primer any de vida a El Raval barceloní fins que es va traslladar al Poblenou, el barri on va néixer el seu pare. Fill d'un comercial d'informàtica anomenat Juan Ramón i d'una florista de nom Emilia, es va interessar per l'actuació després d'interpretar teatre a la seva escola.

## Carrera
Va estudiar batxillerat artístic mentre feia els seus primers passos com a actor en la sèrie de televisió Abuela de verano (2005), dirigida per Joaquim Oristrell i produïda per Televisió Espanyola. Després va iniciar la carrera de Comunicació Audiovisual sense arribar a completar-la.
Va debutar al cinema amb diversos curts abans de participar en Pretextos (2008), drama amb direcció i protagonisme de Sílvia Munt que també comptava en el seu repartiment amb la presència de Laia Marull. El mateix any va aconseguir el seu primer personatge protagonista a El joc del penjat, versió cinematogràfica d'una novel·la d'Imma Turbau en què el català mantenia una relació amb Clara Lago. Per la seva interpretació va ser candidat al Goya al millor actor revelació (2009). Al costat de Mario Casas i María Valverde va intervenir en dues adaptacions de Federico Moccia, Tres metros sobre el cielo (2010) i Tengo ganas de ti (2012). Va treballar al costat de Saoirse Ronan a Hanna (2011).
A El sexe dels àngels (2012) es creava una relació triangular amb Àstrid Bergès-Frisbey i Llorenç González.
En televisió també va formar part del repartiment de les sèries Punta Escarlata (2011), Luna, el misterio de Calenda (2013) o El corazón del océano (2014) o Los nuestros (2015).
El 2015 va participar en la sèrie Carlos, rey emperador on va donar vida al personatge protagonista, Carles I d'Espanya.
El 2016 també va aparèixer en la sèrie Cites, de TV3, que explica un seguit de primeres trobades de diferents parelles que s'han conegut via Internet.

## Filmografia

### Cinema
| Pel·lícules | Pel·lícules                                  | Pel·lícules | Pel·lícules                 |
| Any         | Títol                                        | Paper       | Notes                       |
| ----------- | -------------------------------------------- | ----------- | --------------------------- |
| 2008        | Pretextos                                    | Lucas       | Paper secundari             |
| 2009        | El joc del penjat (El juego del ahorcado)    | David       | Paper principal             |
| 2010        | Tres metros sobre el cielo                   | Pollo       | Paper principal             |
| 2011        | Meublé. La Casita Blanca                     | Marc        | Paper principal             |
| 2011        | Hanna                                        | Feliciano   | Paper secundari             |
| 2012        | El sexe dels àngels (El sexo de los ángeles) | Rai         | Paper principal             |
| 2012        | Tengo ganas de ti                            | Pollo       | Paper secundari (flashback) |
| 2012        | 88                                           | Álvaro      | Paper principal             |
| 2016        | 1898: Los últimos de Filipinas               | Carlos      | Paper principal             |

### Televisió
| Sèries de Televisió | Sèries de Televisió          | Sèries de Televisió            | Sèries de Televisió           |
| Any                 | Títol                        | Paper                          | Notes                         |
| ------------------- | ---------------------------- | ------------------------------ | ----------------------------- |
| 2005                | Abuela de verano             | Bioy                           | Paper secundari (13 episodis) |
| 2011                | Ermessenda                   | Ramon Berenguer I de Barcelona | Paper secundari (2 episodis)  |
| 2011                | Punta Escarlata              | Marcos Rozas                   | Paper principal (9 episodis)  |
| 2012-2013           | Luna, el misterio de Calenda | Joel Bernal                    | Paper principal (20 episodis) |
| 2014                | El corazón del océano        | Alonso                         | Paper principal (6 episodis)  |
| 2014                | Hermanos                     | Alberto Torres                 | Paper principal (6 episodis)  |
| 2015                | Los nuestros                 | Tony Serra                     | Paper principal (3 episodis)  |
| 2015-2016           | Carlos, Rey Emperador        | Carles I d'Espanya             | Paper principal (17 episodis) |
| 2016                | Cites                        | Dani                           | Paper principal (4 episodis)  |
| 2017                | La zona                      | Martín                         | Paper principal (8 episodis)  |
| 2019                | Brigada Costa del Sol        | Leo Vila                       | Paper principal (? episodis)  |